# Aut'Chose
Aut'Chose est un groupe rock québécois formé en 1974. Il est né de la rencontre du poète de facture rock Lucien Francoeur et du compositeur de la majorité des musiques sur les deux premiers albums de trois, Pierre-André Gauthier. Les musiques du troisième album relèvent du guitariste Jacques Racine.
La formation montréalaise pond son premier simple Ch't'aime pis ch't'en veux / Hey you woman à l'automne 1974. Succès radiophonique à travers le Québec, la compagnie de disque CBS ne perd pas de temps et signe le groupe pour cinq albums. Des musiciens permanents se greffent au groupe avec Francoeur et Gauthier: Jacques Racine, Mick Gauthier, Jacques Lalumière et Jean-François St-Georges.

## Histoire
Le premier album, Prends une chance avec moé, paraît le 14 février 1975 et se faufile aux palmarès. Lucien Francoeur arrive sur la scène avec son franc-parler recto tono. Ses propos ampoulés sont servis par une poésie urbaine moderne. Ce discours et son phrasé feront école. À l'automne, Une nuit comme une autre, le deuxième album, arrive sur les tablettes des disquaires. Cet événement est précédé du départ de Pierre-André Gauthier.
En 1976, l'album le plus singulier du groupe, Le Cauchemar américain, sort. Le son du groupe se démarque, se radicalise de la production d'époque par sa saveur post-punk et new-wave métal. Il marque aussi la fin de la première période de la formation, car après un spectacle à Mascouche, les membres se brouillent et Francoeur décide de faire cavalier seul. Il produira cinq albums sous son nom jusqu'en 1987.
En 2004, à l'orée du 30e anniversaire de la parution du premier disque d'Aut'Chose, une deuxième mouture prend son envol. Cette fois, le temps a bien joué pour la formation alors que de plus en plus de nouveaux groupes et artistes soulèvent le nom Aut'Chose comme influence dans leur démarche. Ainsi, un ami et ancien journaliste au magazine/journal Pop Rock, Ronald Mc Gregor, colle à Lucien Francoeur et Jacques Racine des musiciens plus jeunes dont la réputation n'est plus à faire : Michel Langevin et Denis D'Amour de Voivod, Vincent Peake de Groovy Aardvark et Joe Evil de Grimskunk.
Le 7 avril 2005, au Café Campus de Montréal, c'est le spectacle, le choc de deux générations. Personne ne s'attendait à une telle puissance de rendement du vieux catalogue. Soudainement, Aut'Chose, sans rien avoir changé à la structure des vieilles chansons, devient une formation heavy métal. Sans cure de cyberrajeunissement non plus. Le lendemain, les médias relèvent l'importance du groupe dans le visage culturel du Québec et la concrétisation de cet événement parait le 17 mai 2005, à peine un peu plus d'un mois après le spectacle, le CD Chansons d'épouvante chez Disques Artic. Il sera en nomination dans la catégorie Album rock de l'année à l'ADISQ l'année suivante.
Le 26 août 2005, le guitariste Denis D'Amour meurt d'un cancer. Il est remplacé par Martin Dupuis qui œuvre avec Vincent Peake au sein de Groovy Aardvark. C'est Alex Crow qui prend enfin le rôle de guitariste rythmique en 2007, poste qu'il tient toujours.
Depuis, certainement à cause des nombreux groupes qui gravitent autour d'Aut'Chose, les spectacles sont au compte-gouttes jusqu'à une pause décrétée en 2008.
Après maintes tentatives de faire publier l'intégrale du groupe, c'est l'arrivée de Pierre Marchand, à l'été 2014 qui, par le biais de sa maison de disque Amusic, produira le coffret Chaud comme un juke-box pour la mi-novembre 2014.
Dans le livre événement L'Évolution du heavy métal québécois, rédigé par Félix B. Desfossés et paru aux Éditions Quartz à l'automne 2014, Aut'Chose est considéré comme la matrice du genre au Québec. Il précède la formation jonquiéroise Voivod, le phare du mouvement métal au Québec et un influent groupe du genre à travers la planète.
En Avril 2025, pour souligner le 50e anniversaire de leur parution, Prends une chance avec moé et Une nuit comme une autre, les deux premiers disques de Lucien Francœur et Aut’Chose sont remasterisées sur vinyle et numérique par Sony Music Canada.

## Discographie 33 tours, CD et simples
33 tours et CD :
- 1975 (17 février) (mais l'album dit ©1974) : Prends une chance avec Moé - vinyle 33 tours/ Montréal, Columbia FS-90289 / (Cassette : BUT-50208 (1989) / CD : BUK 50208 (1991)) - épuisé
- 1975 (8 octobre) : Une nuit comme une autre - vinyle 33 tours/ Montréal, CBS FS-90309  - épuisé
- 1976 (14 octobre) : Le cauchemar américain - vinyle 33 tours/ Montréal, CBS PFS-90379  - épuisé
- 1977 : Chaud comme un juke-box - vinyle 33 tours (compilation française) Paris, CBS 82029  - épuisé
- 1981 : Encore - vinyle 33 tours (compilation domestique canadienne) Montréal, CBS WENC-50021  - épuisé
- 2001 : Dans la jungle des villes - CD / Montréal, Les Disques Star Records	STR-CD-8129
- 2005 (17 avril) : Chansons d'épouvante - CD (en nomination au gala de l'ADISQ) Montréal, Disques Artic ARTCD 494 - disponible aussi en édition limitée 2 CD.
- 2014 (11 novembre): Chaud comme un jukebox - coffret 4 CD et un DVD, AMusic, Montréal, AM0101.
- 2025 (4 avril): Prends une chance avec Moé (Édition 50e anniversaire remasterisée sur vinyle bleu translucide) - vinyle 33 tours/ Sony Music Canada 19802-87751-1

- 2025 (4 avril): Une nuit comme une autre (Édition 50e anniversaire remasterisée sur vinyle rose translucide) - vinyle 33 tours/ Sony Music Canada 19802-88472-1
- 2025 (12 avril): Chansons d'épouvante - vinlye 33 tours, Montréal, Disques Artic ARTCD 550 - disponible pour la premiere fois sur vinyle double.

Simples (tous épuisés) :
- 1974 Ch't'aime pi ch't'en veux (2:24) / Hey you woman (4:04), Montréal, CBS C4-4066 - Paris, Epic EPC 2766
- 1975 Rock'n'roll frog (2:40) / Theme from the Godfather (2:59), Montréal, CBS C4-4082
- 1975 Sexe-fiction (3:08) / Prends une chance avec moé (1:36), Montréal, CBS C4 4085
- 1975 Good vibrations (2:59) / Theme from the Godfather (3:01), Montréal, CBS C4 4090
- 1975 Ambulance Francoeur (3:18) / Blue jeans sur la plage (3:17), Montréal, CBS C5 4112
- 1975 Nancy Beaudoin (4:34) / Vancouver, une nuit comme une autre (3:39), Montréal, CBS C5 4119
- 1976 Le p'tit gros (3:06) / Les Pays d'en haut (2:30), Montréal, CBS C5 4153